# Suzuki Jimny
Suzuki Jimny er en modelbetegnelse for lette offroadere, benyttet af den japanske bilfabrikant Suzuki siden 1968. Det var dog først den i 1998 introducerede tredje generation, som kom til Europa som efterfølger for Suzuki SJ.
Ligesom SJ-modellen findes Jimny i en lukket udgave samt som cabriolet. I modsætning til forgængeren er bilen betydeligt mere komfortabel og hverdagsegnet, men stadig ligeså terrænegnet. I 2005 fik modellen et facelift. Modellen sælges i hjemlandet Japan også under navnet Mazda AZ-Offroad med 660 cm³-motor.
2005-modellen har meget korte overhæng foran og bagpå. Dette muliggør en hældningsvinkel på op til 42° uden problemer. Modellerne fra 2006 og frem har en nydesignet front og kan dermed kun klare en stigning på 36°. Denne ombygning var nødvendig for at gøre plads til den stærkere dieselmotors intercooler.
Begge varianter er udstyret med Suzukis 1,3-liters firecylindrede benzinmotor med 16 ventiler. Den yder 63 kW (86 hk) og har ifølge fabrikanten et brændstofforbrug på 7,2 liter super blyfri pr. 100 km. CO2-udslippet ligger på 171 g/km.
Udover benzinmotoren tilbyder Suzuki en 1,5-liters commonrail-dieselmotor med 48 kW (65 hk) fra Renault, som bruger 6,1 liter diesel ved et CO2-udslip på 162 g/km. Siden byggeåret 2005 yder denne motor ligesom benzinmotoren 63 kW (86 hk). Drejningsmomentet er med 200 Nm betydeligt større end benzinmotorens 110 Nm.
Jimny findes både med baghjulstræk og med tilkobleligt firehjulstræk med reduktionsgearkasse. I normal drift er bilen kun baghjulstrukket. På grund af firehjulstrækket må bilen trække op til 1300 kg, hvilket modsvarer bilens egenvægt. Da Jimny er en offroader, har den meget hårdt afstemte fjedre.
Cabriolet- og dieseludgaverne til det europæiske marked blev bygget af den tidligere spanske offroaderfabrikant Santana Motors, så Santana (E) i registreringspapirerne er anført som fabrikant. Den lukkede benzinversion bygges som hidtil i Japan.
I 2012 blev Jimny igen faceliftet. Fronten, kølergrillen og kofangerne blev modificeret. Bagpå blev kofangerne tilpasset. Ligeledes fik bilen nye lakeringer, udvidet udstyr og nyt indtræk på sæder og nakkestøtter. På den tekniske side forblev bilen uændret.

## Santana Jimny
Med afslutningen af joint venture'et mellem Suzuki og Santana i år 2009 gik det op for Suzuki, at der for de af Santana fremstillede biler ikke fandtes nogen kundesupport, da det ikke var Suzukier men Santanaer. Efter Santanas ophør i 2011 betyder dette at leveringen af reservedele til de af Santana fremstillede biler, cabriolet- og dieseludgaverne, ikke længere er sikret. De af Santana fremstillede biler har et stelnummer, som begynder med bogstaverne "VSE".
Ligeledes klager ejere af disse biler over stærkt svigende forarbejdningskvalitet og stærk korrosion.